# آماليا هيرنانديز نافارو
آماليا هيرنانديز نافارو (بالإسبانية: Amalia Hernández)‏ (و. 1917 – 2000 م) هي راقصة باليه، ومصممة رقص، من المكسيك، ولدت في مدينة مكسيكو، توفيت في مدينة مكسيكو، عن عمر يناهز 83 عاماً.

## جوائز
حصلت على جوائز منها:
- الجائزة الوطنية في العلوم والآداب في المكسيك.